# Paraleurolobus chamaedoreae
Paraleurolobus chamaedoreae là một loài côn trùng cánh nửa trong họ Aleyrodidae, phân họ Aleyrodinae.
Paraleurolobus chamaedoreae được Russell miêu tả khoa học đầu tiên năm 1994.